# ARASHI アラフェス'13 NATIONAL STADIUM 2013
『ARASHI アラフェス'13 NATIONAL STADIUM 2013』（アラシ アラフェス'13 ナショナル スタジアム 2013）は、日本の男性アイドルグループ・嵐のライブ・ビデオ。2014年5月21日にJ Stormから発売された。

## 概要
2013年9月21・22日に国立競技場にて行われたリクエストライブ「アラフェス'13」から、最終公演となる9月22日公演を収録。
2008年開催「arashi marks ARASHI AROUND ASIA 2008」から6年連続となる国立競技場公演となり、旧国立競技場での嵐のコンサートは今作で最後となった。
今作ではDVDに加え、自身初となるBlu-ray Disc版もリリース。初回プレス仕様（DVD）、通常仕様（DVD/Blu-ray）の計3種類で発売。Blu-ray Disc版にはSBMV Super Bit Mapping(ソニー株式会社が開発した階調補完技術)が今作に採用されている。

## チャート成績
初週にDVD47.8万枚、BD10.9万枚を売り上げ、2014年6月2日付の「オリコン週間DVDランキング」「オリコン週間Blu‐ray Disc（以下BD）ランキング」にて初登場1位を獲得。これにより自身の持つ歴代1位の音楽DVD「通算総合首位獲得記録」を12作、「連続総合首位獲得記録」を10作にそれぞれ更新。また「音楽BD初週売上」においてAKB48『AKBがいっぱい〜ザ・ベスト・ミュージックビデオ〜』（2011年6月発売）の記録9.3万枚を上回り、歴代1位となった。
また第47回オリコン年間ランキング2014において、ミュージックDVD部門で年間57.6万枚を記録し1位を獲得。

## 収録曲

### Disc 1
1. Face Down
2. Crazy Moon～キミ・ハ・ムテキ～
3. truth
4. Welcome to our party
5. Happiness
6. Hello Goodbye - 相葉雅紀
7. 素晴らしき世界
8. Love Situation
9. CARNIVAL NIGHT part2
10. Take me faraway - 大野智
11. 時計じかけのアンブレラ
12. Monster
13. ファイトソング
14. Hip Pop Boogie - 櫻井翔
15. COOL & SOUL
16. a Day in Our Life
17. Lucky Man
18. 迷宮ラブソング
19. ふるさと
20. 風の向こうへ
21. DJ×MJ part1
  1. Step and Go
  2. きっと大丈夫
  3. Love so sweet
22. Yes? No?
23. Re(mark)able
24. DJ×MJ part2
  1. Troublemaker
  2. Believe
  3. Up to you
25. Shake it ! - 松本潤
26. Breathless
27. Calling
28. Still...
29. 秘密 - 二宮和也

### Disc 2
1. Endless Game
2. Summer Splash!
3. Oh Yeah!
4. エナジーソング～絶好調超!!!!～
5. ワイルド アット ハート
6. 5×10
7. Løve Rainbow
8. A・RA・SHI
9. 五里霧中
10. PIKA★★NCHI DOUBLE
11. サクラ咲ケ
12. 感謝カンゲキ雨嵐

## コンサート日程
|        | 開催日   | 開演時間 | 会場             |
| 2013年 | 2013年   | 2013年   | 2013年           |
| ------ | -------- | -------- | ---------------- |
| 1      | 09月21日 | 17:30    | 国立霞ヶ丘競技場 |
| 1      | 09月22日 | 17:30    | 国立霞ヶ丘競技場 |

## ランキング
※は前回以降に発売された曲。

### シングル曲
1. Endless Game※
2. Breathless※
3. truth（前回3位）
4. ワイルド アット ハート（前回2位）
5. Face Down（前回1位）
6. Monster（前回7位）
7. PIKA★★NCHI DOUBLE（前回4位）
8. Crazy Moon～キミ・ハ・ムテキ～
9. A・RA・SHI（前回5位）
10. Happiness（前回6位）

### カップリング曲
1. Still...（前回1位）
2. ファイトソング（前回2位）
3. season（前回5位）
4. 時計じかけのアンブレラ（前回3位）
5. 僕が僕のすべて（前回4位）
6. スパイラル（前回8位）
7. 五里霧中（前回6位）
8. スーパーフレッシュ
9. 揺らせ、今を（前回7位）
10. Intergalactic※

### アルバム曲
1. Love Situation（前回3位）
2. Welcome to our party※
3. 5×10（前回2位）
4. エナジーソング〜絶好調超!!!!〜（前回1位）
5. Up to you※
6. 素晴らしき世界（前回4位）
7. Summer Splash!（前回8位）
8. Oh Yeah!（前回6位）
9. 風（前回7位）
10. CARNIVAL NIGHT part2（前回5位）